# Nestori Toivonen
Nestori Kallenpoika Toivonen (Kuorevesi, 25 marzo 1865 – Gromovo, 6 aprile 1927) è stato un tiratore a segno finlandese.

## Palmarès

### Olimpiadi
- 4 medaglie:
  - 1 argento (Anversa 1920 nel bersaglio mobile a squadre)
  - 3 bronzi (Stoccolma 1912 nel bersaglio mobile individuale; Stoccolma 1912 nel bersaglio mobile a squadre; Anversa 1920 nel bersaglio mobile colpo doppio a squadre)